# Dorady (obraz Goi)

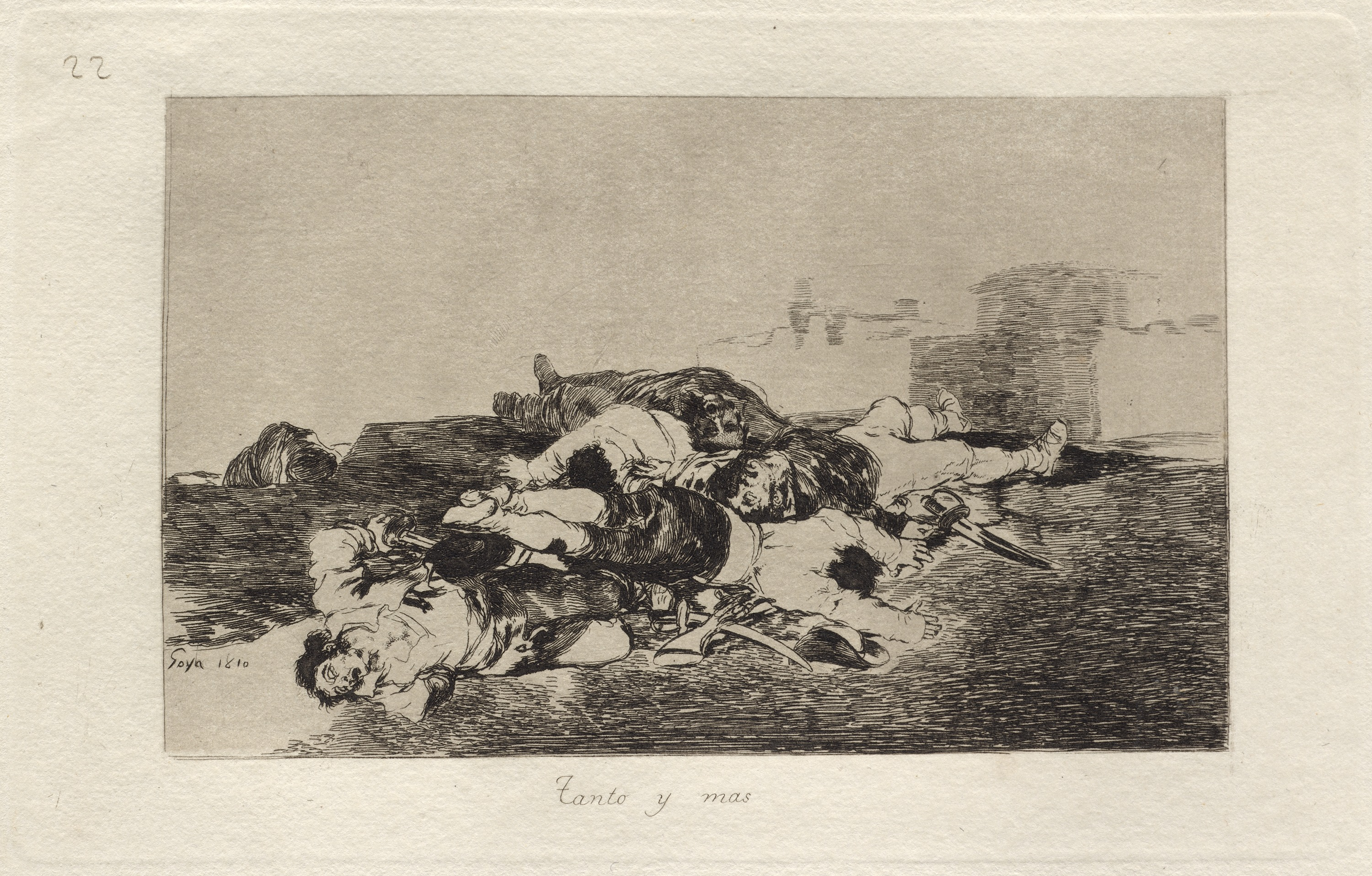
Rycina z serii Okropności wojny pt. Jeszcze gorzej

Dorady (hiszp. Doradas) – obraz olejny hiszpańskiego malarza Francisca Goi (1746–1828) znajdujący się w Museum of Fine Arts w Houston od 1994 roku.

## Okoliczności powstania
Martwa natura nie była częstym tematem w twórczości Goi, być może dlatego, że w jego epoce była uznawana za mniej wartościową niż malarstwo religijne, historyczne czy portrety. W XIX-wiecznej Hiszpanii ten rodzaj malarstwa reprezentowali m.in. Luis Paret y Alcázar oraz Luis Meléndez. Ich prace charakteryzował naturalizm oraz rokokowe przywiązanie do detalu. Wiadomo, że Goya namalował serię martwych natur w czasie hiszpańskiej wojny niepodległościowej (1807-1814) oraz na wygnaniu w Bordeaux. Jego dzieła są jednak dalekie od stylu rokoko czy préciosité, charakteryzują je grube pociągnięcia pędzlem oraz ograniczona paleta barw. Goya odrzuca tradycyjne ujęcie martwej natury i sięga do estetyki swojego mistrza Rembrandta. Ponadto martwe natury Goi stanowią wyraźną metaforę śmierci, martwe zwierzęta przypominają złożone ofiary, których ciała zostały przedstawione w bezpośredni i okrutny sposób. Temat śmierci, przemijania i fatalizmu często pojawia się w późniejszych pracach starzejącego się malarza, stając się niemal jego obsesją. Nie udało się ustalić dokładnej daty powstania tej serii martwych natur, jednak historycy sztuki sytuują je w przedziale 1808–1812 ze względu na analogiczne do powstałych w tym czasie rycin Okropności wojny ujęcie przemocy.

## Opis obrazu
Kompozycja składa się z pięciu popularnych w Hiszpanii ryb o nazwie dorada przedstawionych na zielonym stole. Uwaga widza skupia się bezpośrednio na ułożonych w stos martwych rybach, których błyszcząca skóra i łuski odcinają się od ciemnego tła. Wilgotna skóra i podkreślone żółtym kolorem oczy sugerują, że ryby zostały niedawno złowione. Malarz nie skupia się na kulinarnym przeznaczeniu przedstawionych elementów, lecz kładzie nacisk na śmierć zwierząt i ich pozbawione godności ciała. Jest to interpretowane jako nawiązanie do tragicznych wydarzeń wojennych i ich ofiar. Po prawej stronie widnieje złożony niemal pionowo podpis Goi.

## Proweniencja
Seria martwych natur została odziedziczona przez syna Goi, Javiera, a następnie przeszła na jego wnuka Mariano. Mariano Goya przekazał te obrazy Franciscowi Antoniowi Narváez y Bordese, hrabiemu Yumuri, jako pokrycie długów. Po śmierci hrabiego w 1865 martwe natury zostały sprzedane (w kolekcji pozostawało wtedy dziewięć lub dziesięć z dwunastu obrazów) i trafiły do różnych zbiorów na całym świecie, a niektóre zaginęły.Dorady przez dłuższy czas znajdowały się w prywatnych kolekcjach w Paryżu, obecnie należą do zbiorów Museum of Fine Arts w Houston.